# La Torre (Avinyonet de Puigventós)
La Torre és una masia del municipi d'Avinyonet de Puigventós inclosa en l'Inventari del Patrimoni Arquitectònic de Catalunya.

## Descripció
Mas situat a uns dos quilòmetres al sud-oest de la població a l'altre costat del Manol. Es troba al costat de la carretera que comunica Figueres i Besalú. En el cos principal hi ha un portal d'arc de mig punt amb grans dovelles i dues finestres d'obertures rectangulars amb decoració renaixentista. En la part superior hi veiem un matacà. Al centre del portal hi veiem la data 1541. D'aquest edifici també hem de fer incís en les finestres sobretot les del primer pis, com la de sobre la porta, renaixentista, amb un frontó a cadascun dels extrems dels quals hi trobem dos caps que suporten un guardapols. Al costat d'aquesta finestra trobem una altra del mateix estil però de dimensions menors i amb una decoració més senzilla. A l'altre costat de la finestra més gran es troba un rellotge de sol. Tota aquesta façana ha estat restaurada recentment. Aquest cos principal de la casa té una alçada superior a la resta de la construcció. Al costat esquerre el cos s'ha allargat en època moderna, però conservem de l'original una porta amb una gran llinda amb decoració floral. El cos de la dreta té com a element més destacat una llinda amb una inscripció en llatí. Aquest cos no segueix la línia de la construcció sinó que és perpendicular a la resta de la casa. La façana lateral de la casa conserva encara les parets en pedra, així com algun contrafort, a diferència de la façana principal que està totalment arremolinada.